# São Miguel (distrito)
São Miguel é um distrito do município brasileiro de Toledo, no estado do Paraná.